# Dianalund
Dianalund é um município da Dinamarca, localizado na região este, no condado de Vestsjaelland.
O município tem uma área de 67,05 km² e uma população de 7 349 habitantes, segundo o censo de 2004.